# Rendova (Schiff)
Die USS Rendova (Kennung: CVE-114), später AVK-14, war ein Geleitflugzeugträger der Commencement-Bay-Klasse der United States Navy. Sie diente von 1945 bis 1950 und von 1951 bis 1955 in der US-Marine. Benannt war der Träger nach der Insel Rendova in der Inselgruppe der Salomonen.

## Geschichte
Die Kiellegung der Rendova, die ursprünglich den Namen Mosser Bay erhalten sollte, erfolgte am 25. Juni 1944 bei Todd Pacific Shipyards in Tacoma, Washington. Der Stapellauf erfolgte am 29. Dezember 1944, die Indienststellung am 22. Oktober 1945. Zu spät für Einsätze im Zweiten Weltkrieg beendete der Träger im Januar 1946 die Erprobungsfahrten, im Februar nahm der Träger dann seinen Dienst als Teil der 1. US-Flotte an der US-Westküste auf. Verankert an der Pier in San Diego war die Rendova für über ein Jahr das schwimmende Hauptquartier der Carrier Division 15, bevor sie im Frühjahr 1947 wieder den aktiven Dienst begann. In der Folgezeit wurde der Träger zu Übungseinsätzen vor der Westküste und Hawaii eingesetzt. Am 1. April 1948 lief der Träger dann mit einer Ladung AT-6 in Richtung Türkei aus, wo er am 28. April nach der Durchquerung des Panamakanals und der Überquerung des Atlantiks eintraf. Nach dem Entladen der Flugzeuge setzte die Rendova ihre Fahrt durch den Suezkanal, den Indischen und den Pazifischen Ozean fort, bis sie am 1. Juli wieder in San Diego eintraf. Ende Juli lief der Träger dann erneut in den Pazifik aus und besuchte Ende August Qingdao. Nach der Rückkehr an die Westküste wurde der Trainingsbetrieb wieder aufgenommen. Die ersten dreieinhalb Monate des Jahres 1949 verbrachte die Rendova dann erneut in den Gewässern zwischen Qingdao und Okinawa, nach der Rückkehr nach San Diego und einigen weiteren Übungsfahrten vor der Küste folgte dann im Oktober eine Werftüberholung in Bremerton. Nach dem Ende der Arbeiten wurde der Träger am 27. Januar 1950 außer Dienst gestellt und der Reserveflotte zugeteilt.
Mit dem Ausbruch des Koreakriegs wurde eine Verstärkung der US-Flugzeugträgerflotte notwendig, so dass die Rendova reaktiviert wurde. Am 3. Januar 1951 erfolgte die zweite Indienststellung, nach Erprobungsfahrten bis in den April begann am 3. Juli der erste Einsatz. Über Yokosuka und Okinawa dampfte sie nach Kobe, wo sie am 20. September die Sicily beim Einsatz mit der Carrier Task Group 95.1 ablöste. Nachdem neue Flugzeuge an Bord genommen wurden, begann die Carrier qualification der Piloten, am 26. September löste die Rendova die HMS Glory vor der koreanischen Küste ab und begann mit ersten Luftunterstützungseinsätzen. Die folgenden sechs Monate verbrachte der Träger im Wechsel mit dem australischen Träger HMAS Sydney vor der Küste Koreas und liefert Luftunterstützung für Bodentruppen. Am 6. Dezember 1951 erfolgten die letzten Starts von Bord, dann kehrte die Rendova nach San Diego zurück, wo sie am 22. Dezember eintraf. Die erste Monate des Jahres 1952 war sie erneut vor der Westküste als Trainingsschiff im Einsatz, im September brach sie dann zu den Marshallinseln auf, wo sie an der Operation Ivy als Hubschrauberträger und Bergungsschiff teilnahm. Der Einsatz dauerte zwei Monate, anschließend kehrte der Träger nach Kalifornien zurück. 1953 wurde er für ein Jahr der Reserve zugeteilt, blieb aber weiter als Schulungsträger im Einsatz. Anfang 1954 wurde die Rendova als „hunter killer“-Träger für die U-Jagd im Westpazifik eingesetzt, im Anschluss blieb sie wieder als Trainingsschiff vor der Küste. Im Oktober begannen im Mare Island Navy Yard die Vorbereitungen für die Stilllegung. Am 2. Februar 1955 wurde der Träger der Pacific Reserve Fleet in San Francisco zugeteilt, am 30. Juni erfolgte die Außerdienststellung. 1959 wurde sie zum Hilfstransporter (AVK-14) umklassifiziert, am 1. April 1971 erfolgte die Streichung aus dem Naval Vessel Register. Der Rumpf des Trägers wurde zur Verschrottung verkauft.